# Campagnolles
Campagnolles és un municipi francès situat al departament de Calvados i a la regió de Normandia. L'any 2007 tenia 448 habitants.

## Demografia

### Població
El 2007 la població de fet de Campagnolles era de 448 persones. Hi havia 176 famílies de les quals 32 eren unipersonals (16 homes vivint sols i 16 dones vivint soles), 74 parelles sense fills, 66 parelles amb fills i 4 famílies monoparentals amb fills.
La població ha evolucionat segons el següent gràfic:
Habitants censats

### Habitatges
El 2007 hi havia 186 habitatges, 174 eren l'habitatge principal de la família, 8 eren segones residències i 4 estaven desocupats. 184 eren cases i 2 eren apartaments. Dels 174 habitatges principals, 126 estaven ocupats pels seus propietaris, 45 estaven llogats i ocupats pels llogaters i 2 estaven cedits a títol gratuït; 9 tenien dues cambres, 37 en tenien tres, 52 en tenien quatre i 75 en tenien cinc o més. 114 habitatges disposaven pel capbaix d'una plaça de pàrquing. A 66 habitatges hi havia un automòbil i a 100 n'hi havia dos o més.

### Piràmide de població
La piràmide de població per edats i sexe el 2009 era:
| Homes | Edats   | Dones |
| ----- | ------- | ----- |
| 0     | 95 o +  | 0     |
| 4     | 90 a 94 | 0     |
| 0     | 85 a 89 | 0     |
| 4     | 80 a 84 | 0     |
| 16    | 75 a 79 | 16    |
| 4     | 70 a 74 | 12    |
| 8     | 65 a 69 | 4     |
| 8     | 60 a 64 | 12    |
| 0     | 55 a 59 | 0     |
| 36    | 50 a 54 | 20    |
| 28    | 45 a 49 | 8     |
| 8     | 40 a 44 | 28    |
| 24    | 35 a 39 | 4     |
| 4     | 30 a 34 | 16    |
| 8     | 25 a 29 | 12    |
| 4     | 20 a 24 | 20    |
| 16    | 15 a 19 | 16    |
| 16    | 10 a 14 | 12    |
| 4     | 5 a 9   | 12    |
| 4     | 0 a 4   | 8     |

## Economia
El 2007 la població en edat de treballar era de 301 persones, 248 eren actives i 53 eren inactives. De les 248 persones actives 236 estaven ocupades (133 homes i 103 dones) i 12 estaven aturades (3 homes i 9 dones). De les 53 persones inactives 14 estaven jubilades, 20 estaven estudiant i 19 estaven classificades com a «altres inactius».

### Ingressos
El 2009 a Campagnolles hi havia 165 unitats fiscals que integraven 422 persones, la mediana anual d'ingressos fiscals per persona era de 17.543 €.

### Activitats econòmiques
Dels 7 establiments que hi havia el 2007, 1 era d'una empresa de construcció, 5 d'empreses de comerç i reparació d'automòbils i 1 d'una empresa d'hostatgeria i restauració.
Dels 2 establiments de servei als particulars que hi havia el 2009, 1 era un taller de reparació d'automòbils i de material agrícola i 1 restaurant.
Dels 2 establiments comercials que hi havia el 2009, 1 era una fleca i 1 una botiga de mobles.
L'any 2000 a Campagnolles hi havia 27 explotacions agrícoles que ocupaven un total de 528 hectàrees.

## Equipaments sanitaris i escolars
El 2009 hi havia 2 escoles elementals integrades dins de grups escolars amb les comunes properes formant escoles disperses.

## Poblacions més properes
El següent diagrama mostra les poblacions més properes.